# 拜占庭修辞学
拜占庭修辭學（希臘語：Βυζαντινή Ρητορική）主要遵循古希臘修辭學家的戒律，尤其是那些屬於從奧古斯都時代延續到公元五世紀的第二智者（Second Sophistic）。
修辭學是拜占庭教育系統中研究的最重要和最困難的課題，這始於5世紀初建立的君士坦丁堡大學，在那裡學校強調修辭學的研究。該大學有八個學部，五個教授希臘語，三教授拉丁語。
修辭學的訓練為公民在帝國中獲得公職或在教會內擔任權威職位提供了技能和保證。